# Rue Pelée
Rue Pelée är en gata i Quartier Saint-Ambroise i Paris elfte arrondissement. Gatan är uppkallad efter M. Pelée, en tidigare markägare. Rue Pelée börjar vid Rue Saint-Sabin 62 och slutar vid Boulevard Richard-Lenoir 63.

## Bilder
| - Gatuskylt. - Rue Pelée år 1981. |

## Omgivningar
- Saint-Ambroise
- Place Pasdeloup
- Passage des Primevères
- Rue Saint-Sébastien
- Impasse Saint-Sébastien
- Passage Saint-Sébastien
- Passage des Eaux-Vives
- Rue Gaby-Sylvia
- Passage Sainte-Anne-Popincourt
- Allée Verte

## Kommunikationer
- Tunnelbana – linje  – Richard-Lenoir
- Busshållplats Saint-Claude – Paris bussnät, linje 91

### Webbkällor
- ”Rue Pelée”. Mairie de Paris. https://web.archive.org/web/20190905053853/http://www.v2asp.paris.fr/commun/v2asp/v2/nomenclature_voies/Voieactu/7169.nom.htm. Läst 19 oktober 2022.
- ”Rue Pelée”. Les rues de Paris. https://web.archive.org/web/20200115041851/http://www.parisrues.com/rues11/paris-11-rue-pelee.html. Läst 19 oktober 2022.